# Cornucopina dubitata
Cornucopina dubitata är en mossdjursart som först beskrevs av Calvet 1909.  Cornucopina dubitata ingår i släktet Cornucopina och familjen Bugulidae. Inga underarter finns listade i Catalogue of Life.